# Trimma dalerocheila
Trimma dalerocheila är en fiskart som beskrevs av Winterbottom, 1984. Trimma dalerocheila ingår i släktet Trimma och familjen smörbultsfiskar. Inga underarter finns listade i Catalogue of Life.